# Stronnictwo Narodowe (emigracyjne)
Stronnictwo Narodowe – polskie ugrupowanie polityczne, działające na uchodźstwie w latach 1939–1992.

## Okres II wojny światowej
Struktury Stronnictwa Narodowego na emigracji zostały utworzone we Francji bezpośrednio po kampanii wrześniowej. Po klęsce Francji w czerwcu 1940 struktury stronnictwa przeniesiono do Wielkiej Brytanii.
Na czele emigracyjnych władz Stronnictwa Narodowego stanęło trzyosobowe kierownictwo, w skład którego weszli Tadeusz Bielecki, Władysław Folkierski i Marian Seyda. Stronnictwo Narodowe przyjęło postawę opozycyjną wobec rządu Władysława Sikorskiego. Po podpisaniu układu Sikorski-Majski przedstawiciele SN na znak sprzeciwu opuścili Rząd RP na uchodźstwie.
W 1943 doszło do wyodrębnienia się w SN dwóch grup. Pierwsza, skupiona wokół Tadeusza Bieleckiego i Adama Doboszyńskiego, opowiadała się przeciwko porozumieniu z ZSRR i zaczęła zbliżać się do reprezentantów przedwojennego obozu sanacyjnego. Druga grupa, skupiona wokół Jędrzeja Giertycha, postawiła na szukanie porozumienia z ZSRR. Frakcja skupiona wokół Tadeusza Bieleckiego stopniowo zaczęła odsuwać „giertychowców” od władzy w Stronnictwie. Giertychowcy z kolei zarzucali bielecczykom zdradę przedwojennej idei narodowej.

## Lata powojenne
Po zakończeniu wojny w 1945 Stronnictwo Narodowe kontynuowało swoją działalność polityczną, posiadając struktury wśród wszystkich większych skupisk polskiej emigracji w Europie Zachodniej. Nie powiodła się próba ponownej rejestracji SN w Polsce Ludowej.
Od 1948 władzę w SN sprawowała mająca swoją siedzibę w Londynie Rada, której podlegała Rada Kontynentalna z siedzibą w Paryżu, zarządzająca strukturami SN w Niemczech Zachodnich, Austrii, Włoszech, Danii i Szwecji. Powstały także nowe struktury SN w Stanach Zjednoczonych.
Na początku lat 50. Stronnictwo Narodowe znalazło się w opozycji wobec prezydenta Augusta Zaleskiego i utworzyło wraz z PPS i częścią działaczy PSL Tymczasową Radę Jedności Narodowej.

## Afera Bergui usunięcie Giertycha
W 1952 kontrwywiad PRL ujawnił fakt współpracy niektórych działaczy SN z wywiadem brytyjskim i amerykańskim. Sprawa ta spowodowała odpływ działaczy i rozpad części struktur. W 1957 ze Stronnictwem Narodowym zerwał Stefan Łochtin.
W 1961 ze Stronnictwa Narodowego został usunięty Jędrzej Giertych, co spowodowało rozłam w jego szeregach. Rozłam przyczynił się do pogłębienia już istniejącego kryzysu organizacji. W efekcie rozpadła się większość struktur poza brytyjskimi i amerykańskimi.

## Schyłkowe lata
Pomimo rozwiązania się Rady Trzech po objęciu urzędu prezydenta przez Stanisława Ostrowskiego w 1972, Stronnictwo Narodowe nadal pozostało w opozycji i odmówiło uznania legalności władz polskich na uchodźstwie. 
W 1989 władze emigracyjnego SN odmówiły uznania legalności utworzonego w Polsce przez Mireckiego, Siemaszkę i Matłachowskiego Stronnictwa Narodowego.
Podczas zjazdu emigracyjnego SN w dniach 4–6 września 1992 podjęto decyzję o samorozwiązaniu i przekazaniu ciągłości organizacyjnej oraz majątku Stronnictwu Narodowo-Demokratycznemu.